# Grądy-Woniecko
Grądy-Woniecko – osada w Polsce położona w województwie podlaskim, w powiecie zambrowskim, w gminie Rutki. W latach 1975–1998 miejscowość administracyjnie należała do województwa łomżyńskiego. Nazwa miejscowości pochodzi ze zlepku nazw miejscowości Grądy i kolonii Woniecko, położonej nad rzeką Narew. W latach 60. XX-wieku rozpoczęto proces osuszania lokalnych licznych torfowisk.

## Historia

### Prehistoria i starożytność
W pobliżu miejscowości znajdują się tereny archeologiczne. Na wydmach nad rzeką Narew zlokalizowany jest bardzo istotny obszar badań archeologicznych. Odnaleziono tam ślady m.in. kultury mezolitycznej.

### Okres powstania styczniowego
W lipcu 1863 r. po bitwie pod Sieburczynem, kosynierzy z oddziału pułkownika Józefa Konstantego Ramotowskiego ps. Wawer przybyli do Grądów-Woniecka na kilkudniowy odpoczynek. W tym czasie reperowano broń (głównie w kuźni we wsi Ruś). W okolicy Grądów, miejscu zwanym „Kościółkiem” pochowano w zbiorowej, anonimowej mogile poległych pod Sieburczynem powstańców. Miejsce zostało upamiętnione przez proboszcza miejscowej parafii krzyżem.

### II Rzeczpospolita
W latach dwudziestolecia międzywojennego wieś znajdowała się w miejscu obecnie istniejącej remizy strażackiej. Rozciągała się od budynku kotłowni po dzisiejsze ogródki działkowe. Głównym zajęciem ludności w tamtym czasie była uprawa ziemi, pasterstwo bydła oraz eksploatacja pokładów torfu opałowego.
W latach 1921–1925 wieś i folwark leżały w województwie białostockim, w powiecie łomżyńskim i gminie Kossaki-Rutki, a od 1925 w gminie Rutki. Od 1 kwietnia 1939 powiat łomżyński przyłączono do województwa warszawskiego. Tym samym od tego czasu Grądy - Woniecko znalazły się w województwie warszawskim. 
Według Powszechnego Spisu Ludności z 1921 roku:
- wieś zamieszkiwało 181 osób w 29 budynkach mieszkalnych
- folwark – 105 osób w 4 budynkach mieszkalnych[11].

Miejscowości należały do parafii rzymskokatolickiej w Wiźnie. Podlegała ona pod Sąd Grodzki w Zambrowie i Okręgowy w Łomży; właściwy urząd pocztowy mieścił się w Rutkach-Kossakach.

### Okres II wojny światowej
W wyniku napaści ZSRR na Polskę we wrześniu 1939 miejscowość znalazła się pod okupacją sowiecką. Od czerwca 1941 roku pod okupacją niemiecką. Od 22 lipca 1941 do 1945 włączona w skład Landkreis Lomscha, Bezirk Bialystok III Rzeszy.
Wiosną 1944 r. w bezpośredniej okolicy tzw. „Kościółka” została utworzona jedna z trzech baz (dwie pozostałe powstały w Olszynie Pniewskiej oraz na Uroczysku Kobielne), z której miały operować oddziały partyzanckie. Działania te były elementem akcji „Burza”, w Okręgu Białystok, w Inspektoracie Łomżyńskim AK realizowanym przez 33 pułk piechoty AK dowodzony przez kpt. rez. Stanisława Cieślewskiego „Lipca”. Głównym zadaniem było zabezpieczenie mostów na rzece Narew w okolicach Wizny i Bronowa.

### Polska Ludowa
W roku 1958 podjęto decyzję o zlokalizowaniu w Grądach Państwowego Przedsiębiorstwa Gospodarki Rolnej (PPGR) „Wizna” wcielając w jego obszar ponad półtora tysiąca hektarów okolicznych łąk i pastwisk, jak również nieużytki bagienne. Większość z tych ziem należała niegdyś do rolników z okolicznych miejscowości, odebrane im na mocy reformy rolnej. Ze względu na podmokłe torfowiska i bagna duży odsetek tych ziem nie był użytkowany rolniczo wcale lub tylko sporadycznie.
Prowadzona na początku lat 60. melioracja i regulacja stosunków wodnych w tym rejonie umożliwiła szersze wykorzystanie rolnicze tych ziem. Pierwotna lokalizacja PGR przewidziana była bezpośrednio w okolicach Wizny, jednak ze względu na sprzeciw okolicznych rolników i ich przywiązanie do ziemi, odstąpiono od tego planu na rzecz Grądów.

### III Rzeczpospolita

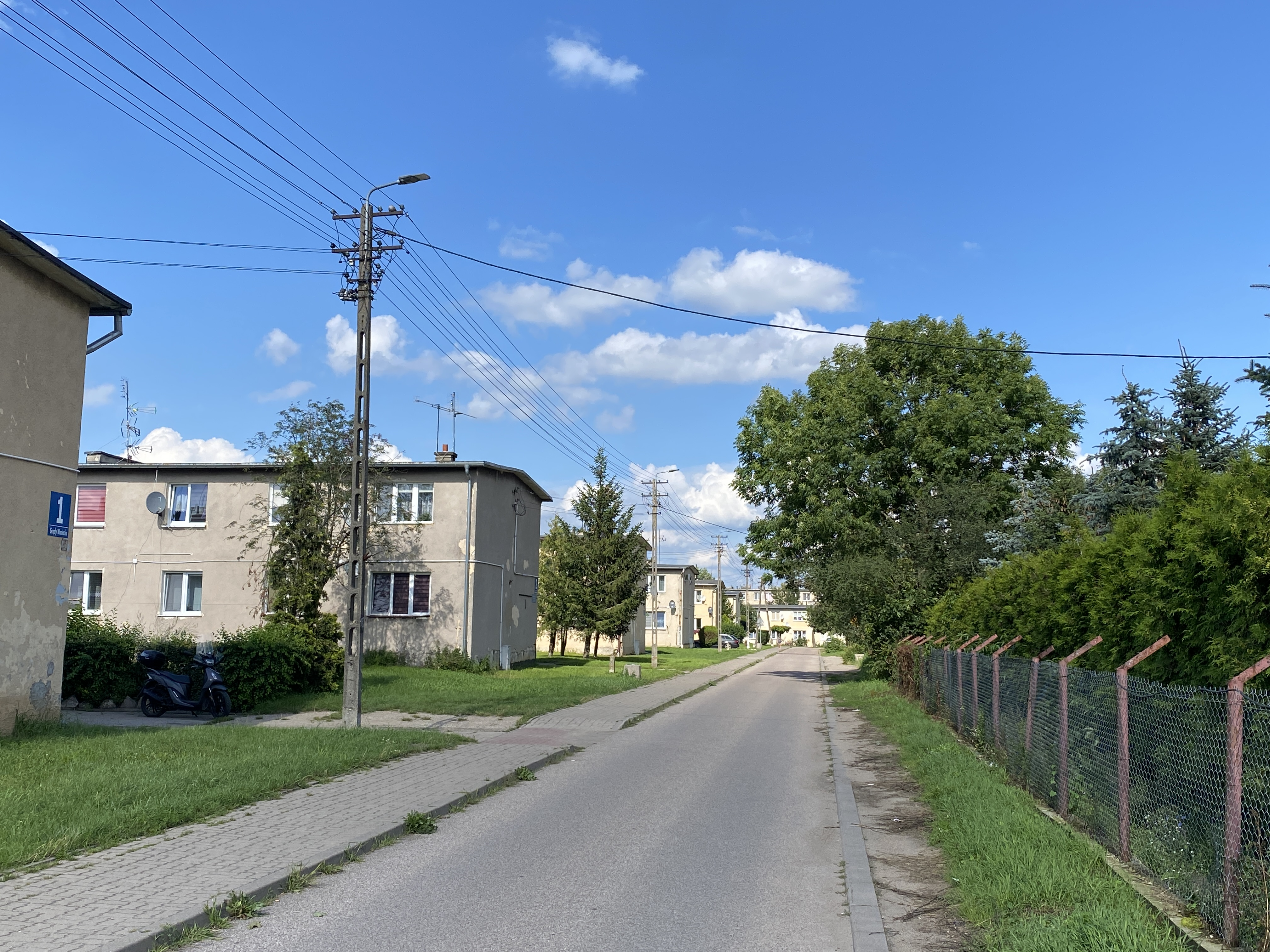
Ulica w Grądach-Woniecko

W wyniku transformacji systemowej i odejściu państwa od polityki centralnie sterowanej PGR w Grądach został zlikwidowany. Przez brak miejsc pracy we wsi znacząco zwiększyło się bezrobocie. W 1996 roku został powołany w Grądach zakład karny o złagodzonym rygorze, którego oficjalne otwarcie miało miejsce w 1999 roku. Placówka posiada miejsce dla 225 osadzonych. Przewidywano rozbudowę istniejącego zakładu penitencjarnego (zaadaptowanego z byłego hotelu robotniczego) o jeszcze jeden oddział, która była planowana na rok 2008. Ostatecznie plany nie zostały zrealizowane. Ośrodek kultury otwarty w czasach funkcjonowania PGR-u został przekształcony na zakład mechanicznego rozbioru drobiu.

## Parafia
W miejscowości znajduje się kościół, który jest siedzibą parafii Miłosierdzia Bożego erygowanej 24 października 1999 r. W strukturze kościoła rzymskokatolickiego parafia należy do metropolii białostockiej, diecezji łomżyńskiej, dekanatu Zambrów.